# Myxozyma melibiosi
Myxozyma melibiosi är en svampart som först beskrevs av Shifrine & Phaff, och fick sitt nu gällande namn av Van der Walt, Weijman & Arx 1981. Myxozyma melibiosi ingår i släktet Myxozyma och familjen Lipomycetaceae.   Inga underarter finns listade i Catalogue of Life.